# Włodzimierz Nykiel

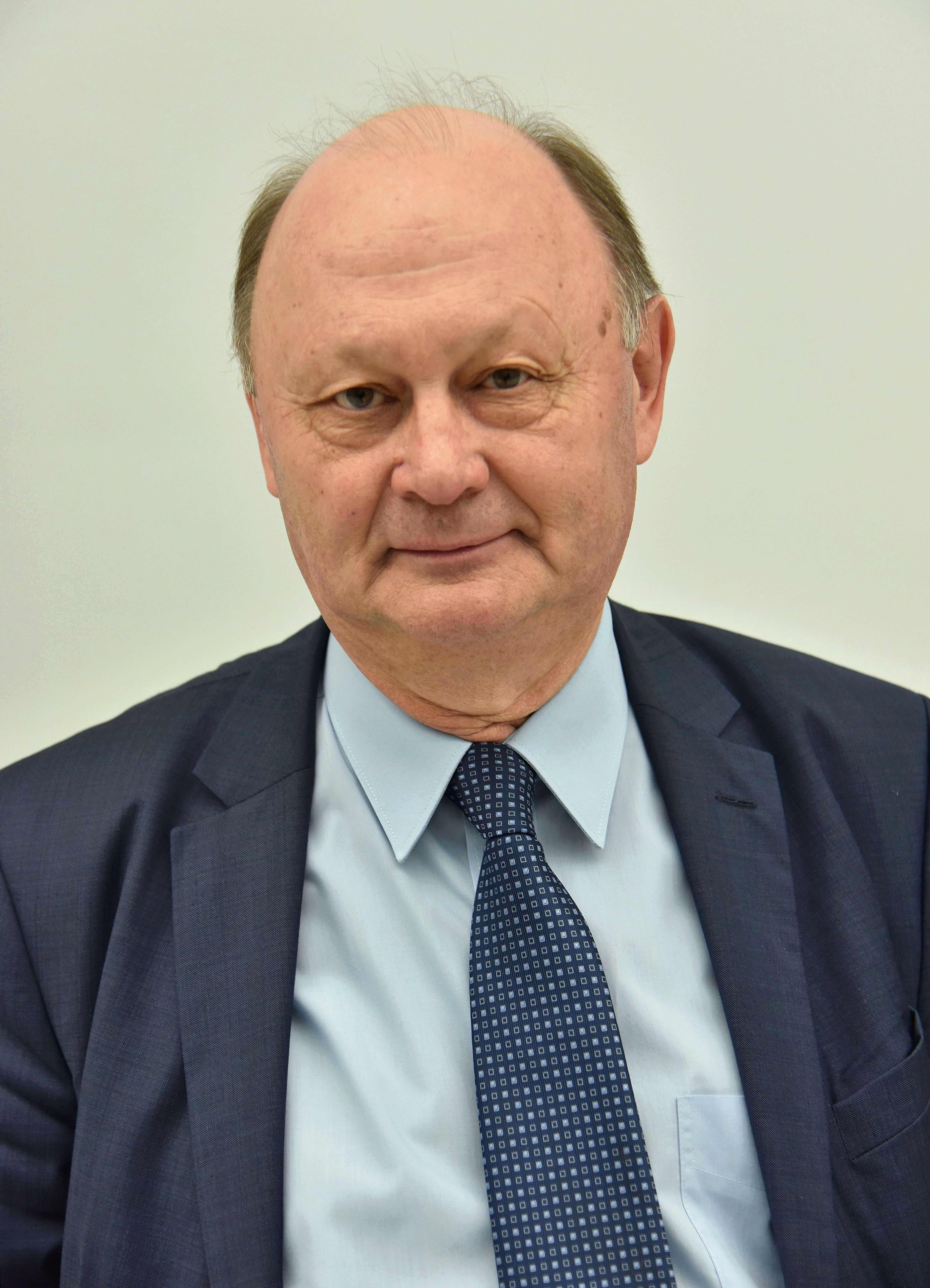
Włodzimierz Nykiel

Włodzimierz  Mieczysław  Nykiel (* 23. Dezember 1951 in Łódź) ist ein polnischer Rechtswissenschaftler und von 2008 bis 2016 Rektor der Universität Łódź.

## Leben
Włodzimierz Nykiel schloss sein Jurastudium 1973 an der Universität Łódź ab und war danach am Lehrstuhl für Finanzrecht tätig. 1980 promovierte Nykiel. 1981 schloss er in Straßburg sein Studium an der Faculté Internationale de Droit Comparé ab. Seine Habilitation erfolgte 1993. 1994 bis 1996 war er Prodekan in  Łódź. 1996 wurde Włodzimierz Nykiel außerordentlichen und im selben Jahr, bis 2002, Dekan des Fachbereichs für Verwaltung und Steuer der Universität Łódź.  2006 wurde er zum ordentlichen Professor ernannt. 2007 erhielt er den Lehrstuhl für materielles Steuerrecht. Im Jahr 2008 wurde Nykiel als Nachfolger von Wiesław Puś zum Rektor der Universität Łódź gewählt. 2012 wurde er wiedergewählt, 2016 wurde Antoni Różalski als sein Nachfolger gewählt.
Włodzimierz Nykiel ist verheiratet und hat zwei Kinder.

## Mitgliedschaften
- seit 2002: International Fiscal Association[5]
- seit 2006: Mitglied des Rada Legislacyjna (Rat der Legislative)[2]

## Veröffentlichungen
Neben zahlreichen Veröffentlichungen in Zeitschriften verfasste Nykiel folgende Bücher:
- Ustawa budżetowa, 1987
- Rola dochodów w równoważeniu budżetów lokalnych, 1993
- Podatek dochodowy od osób fizycznych, Komentarz, 2001 - 4. Ausgabe
- Ulgi i zwolnienia w konstrukcji prawnej podatku, 2002

## Verweise